# مایک منجینی
مایکل انتونی منجینی (انگلیسی: Michael Anthony Mangini؛ زادهٔ ۱۸ آوریل ۱۹۶۳) نوازندهٔ درام آمریکایی است که در گروه Monolith فعالیت می‌کند. او از سال ۲۰۱۰، پس از خروج مایک پورتنوی، به عضویت گروه پروگرسیو متال دریم تیتر درآمد و تا سال ۲۰۲۳ در این گروه بود. او همچنین با گروه‌ها و هنرمندانی مانند آنیهیلیتور، اکستریم، جیمز لابری و استیو وای همکاری داشته است. او قبل از پیوستن به دریم تیتر عضو هیئت علمی کالج موسیقی برکلی و بین سال‌های ۲۰۰۲ و ۲۰۰۵ یکی از پنج نوازندهٔ سریع درام جهان بوده است.
در ۲۵ اکتبر ۲۰۲۳، دریم تیتر اعلام کرد که منجینی از گروه جدا شده و مایک پورتنوی، درامر پیشین گروه، بار دیگر جای او را گرفته است. این جدایی به‌صورت دوستانه و بدون تنش صورت گرفت؛ به‌طوری‌که منجینی اعلام کرد دوران حضورش در گروه «تجربه‌ای پرفشار اما ارزشمند» بوده و از اینکه «فرصت نواختن موسیقی در کنار این موزیسین‌های نمادین، همراه با لحظاتی شیرین و آمیخته با طنز» را داشته، سپاسگزار است.